# Мідвей (округ Санта-Роза, Флорида)
Мідвей (англ. Midway) — переписна місцевість (CDP) в США, в окрузі Санта-Роза штату Флорида. Населення — 19 567 осіб (2020).

## Географія
Мідвей розташований за координатами 30°24′23″ пн. ш. 87°0′20″ зх. д. / 30.40639° пн. ш. 87.00556° зх. д. (30.406485, -87.005534).  За даними Бюро перепису населення США в 2010 році переписна місцевість мала площу 84,29 км², з яких 31,09 км² — суходіл та 53,19 км² — водойми.

## Демографія
Згідно з переписом 2010 року, у селищі мешкало 16 115 осіб у 6519 домогосподарствах у складі 4553 родин. Густота населення становила 191 особа/км².  Було 7342 помешкання (87/км²).
Расовий склад населення:
| - 92,0 % — білих - 2,0 % — чорних або афроамериканців - 1,9 % — азіатів - 0,7 % — корінних американців - 0,1 % — вихідців з тихоокеанських островів |

До двох чи більше рас належало 2,4 %. Частка іспаномовних становила 4,6 % від усіх жителів.
За віковим діапазоном населення розподілялося таким чином: 22,7 % — особи молодші 18 років, 62,6 % — особи у віці 18—64 років, 14,7 % — особи у віці 65 років та старші. Медіана віку мешканця становила 42,4 року. На 100 осіб жіночої статі у селищі припадало 97,8 чоловіків;  на 100 жінок у віці від 18 років та старших — 94,7 чоловіків також старших 18 років.
Середній дохід на одне домашнє господарство  становив 79 754 долари США (медіана — 60 540), а середній дохід на одну сім'ю — 88 097 доларів (медіана — 69 638). Медіана доходів становила 45 664 долари для чоловіків та 35 000 доларів для жінок. За межею бідності перебувало 11,3 % осіб, у тому числі 16,0 % дітей у віці до 18 років та 5,7 % осіб у віці 65 років та старших.
Цивільне працевлаштоване населення становило 8414 осіб. Основні галузі зайнятості: освіта, охорона здоров'я та соціальна допомога — 20,8 %, роздрібна торгівля — 14,5 %, мистецтво, розваги та відпочинок — 13,5 %, науковці, спеціалісти, менеджери — 12,9 %.